# A megtorló (film, 1989)
A megtorló (eredeti cím: Ghetto Blaster) 1989-ben bemutatott amerikai film, amelyet Alan Stewart rendezett Andres Carranza és Clay McBride forgatókönyvéből. A történet főhőse egy Travis nevű férfi, aki rendet próbál tenni a szülőhelyén, amit teljesen uralma alá hajtott a bűnözés. A főszereplők közt megtalálható Richard Hatch, R.G. Armstrong, Richard Jaeckel, Harry Caesar és Diane Moser.
A filmet először Ausztráliában adták ki VHS-en 1989 júniusában, majd az Amerikai Egyesült Államokban is megjelent 1990. március 8-án. Magyarországon a VICO forgalmazta.

## Cselekmény
A középkorú, munkásosztálybeli Travis szüleihez érkezik látogatóba és arra döbben rá, hogy a környéken bűnbandák garázdálkodnak. Travis hamarosan arra kényszerül, hogy megvédje mind családját, mind pedig a szomszédokat az őket nap mint nap terrorizáló punkoktól. Travis korábban katonai kiképzésen vett részt, amely alkalmassá teszi a polgárőri szolgálat ellátására a városban.

## Szereplők
| Színész            | Szerep     | Magyar hang        |
| ------------------ | ---------- | ------------------ |
| Richard Hatch      | Travis     | Gáti Oszkár        |
| R.G. Armstrong     | Curtis     | Makay Sándor       |
| Richard Jaeckel    | Mike Henry | Soós László        |
| Harry Caesar       | Mr. Dobson |                    |
| Diane Moser        | Gina       | Kocsis Judit       |
| Kamar de los Reyes | Chato      | Laklóth Aladár     |
| Courtney Gebhart   | Lisa       | Für Anikó          |
| Marco Hernandez    | Hector     | Pusztaszeri Kornél |
| Del Zamora         | Jesus      | Helyey László      |
| Rick L. Nahera     | Juan       |                    |
| Rick Telles        | Luis       |                    |
| Tony Valentino     | Blade      |                    |